# Jill Nalder
Jill Nalder (Neath, 1961) es una actriz y activista galesa. Es conocida por su trayectoria profesional en teatro, así como sus contribuciones al activismo en respuesta al VIH/sida.
Fue la inspiración del personaje Jill Baxter en la serie de Channel 4 It's a Sin.

## Primeros años
Nalder se crio en Neath. En 1980 se trasladó a Londres, donde se formó en la Mountview Academy of Theatre Arts de Crouch End, en el norte de Londres. Se graduó en 1982 con una titulación en interpretación y teatro musical.

## Carrera de interpretación
Tras graduarse, Nalder empezó a actuar en producciones teatrales del West End, en papeles como el de la señora Thenardier de Les Misérables, en el Palace Theatre y en el reparto original de 1994 de la producción de Oliver! de Sam Mendes en el London Palladium. También ha aparecido en producciones de giras musicales.
Apareció como bailarina en la película Bailando la vida de 2017, dirigida por Richard Loncraine.  Es una de las personas fundadoras de The WestEnders, un grupo de teatro musical con un repertorio de canciones extraídas de los musicales de West End y Broadway.
Nalder se involucró en el activismo en respuesta al VIH/sida mientras vivía en Londres, en los años 80, en el momento álgido de la pandemia del sida. Junto a otros miembros de la comunidad teatral del West End, Nalder participó en campañas de recaudación de fondos,espectáculos de cabaret y actuaciones en el Soho para recaudar dinero para apoyar la concienciación y la investigación sobre el sida. Nalder también apoyó a los hombres gais que sufrían sida e hizo numerosas visitas a pacientes con sida en los hospitales de Londres, incluido el hospital de Middlesex y la unidad de sida del hospital de Chelsea y Westminster. Fue durante estos años cuando perdió a tres amigos que fallecieron de sida.
En 2021, el guionista y productor Russell T Davies basó al personaje de Jill Baxter en su miniserie de televisión de Channel 4 It's A Sin en la vida de Nalder en ese momento. Nalder y Davies se conocieron a los 14 años mientras actuaban en el teatro juvenil de West Glamorgan (Gales) y desde entonces mantuvieron la amistad. Mientras Davies escribía el guion, Nalder le contó cosas que le habían pasado en la vida. El piso de Hampstead que Nalder compartió con tres compañeros durante la década de 1980 inspiró el piso Pink Palace de la serie. Su personaje es interpretado por Lydia West, y Nalder interpreta a su madre, Christine Baxter. 

## Vida personal
Nalder vive en Cambridgeshire.